# Колесников, Андрей Александрович
Андре́й Алекса́ндрович Коле́сников (11 февраля 1984, Валуйки, Белгородская область) — российский футболист, защитник.

## Карьера

### Клубная
Воспитанник московской футбольной школы «Академика». После её окончания подписал контракт с московским «Динамо». В основном составе «бело-голубых» не играл, а провёл сезон в дубле. Команда выиграла турнир дублёров, а сам Андрей сыграл 25 матчей. Зимой 2003 перешёл в «Рубин», который дебютировал в Премьер-лиге. Первый сезон, так же как и в «Динамо», отыграл за дубль, а в 2004 был отдан в аренду на полгода в «Нефтехимик». В первом дивизионе дебютировал 31 марта в матче 2-го тура против КАМАЗа. Всего в первом круге первенства сыграл 20 матчей и забил 1 гол. По окончании срока аренды вернулся в «Рубин», однако через полгода ушёл в «Урал». В 2006 году стал игроком «Торпедо». В чемпионате России он дебютировал 22 апреля, в 6-м туре, во встрече против «Луча-Энергии», выйдя в стартовом составе и на 90-й минуте получил красную карточку. В Премьер-лиге сыграл ещё 8 матчей, по итогам сезона «Торпедо» вылетело. В первом дивизионе провёл 3 матча, в последнем против «Терека» заработал пенальти в ворота свой команды, а потом получил вторую жёлтую карточку и был удалён с поля. В начале 2008 года игрока купила «Томь». За основу не играл, выступал в молодёжном первенстве и сыграл один матч в Кубке. В 2009 году начал играть за МВД России, после расформирования клуба перешёл в «Луч-Энергию». Сезон-2011 начал в «Факеле», а в августе перешёл в «Черноморец». Однако в июне 2012 года вернулся в «Факел».

### В сборной
В 2006 году провёл 2 матча за олимпийскую сборную России против команд Финляндии и Португалии. На 44-й минуте матча с португальцами получил спорную красную карточку, и в итоге россияне проиграли 0:3.